# Katharina Rutschky
Katharina Rutschky (25.1.1941 – 14.1.2010) là nhà sư phạm, nhà văn, nhà báo Đức. Bà đã đặt ra thuật ngữ "Schwarze Pädagogik" (khoa sư phạm đen) trong quyển sách cùng tên năm 1977 của bà. Thuật ngữ này sau đó được Alice Miller dịch thành "poisonous pedagogy" (khoa sư phạm độc hại). Cho tới khi qua đời, Rutschky sống ở Berlin với chồng là Michael Rutschky.

## Tiểu sử
Rutschky sinh ngày 25.1.1941 tại Berlin. Cha bà là một thợ sửa ống nước, còn mẹ bà làm việc nội trợ. Gia đình bà chịu ảnh hưởng chủ nghĩa dân chủ xã hội. Tuy nhiên, đến năm 2009 Rutschky mới gia nhập đảng "Sozialdemokratische Partei Deutschlands" (đảng Dân chủ Xã hội Đức). Bà bắt đầu đi học ở Kniebis thuộc Freudenstadt. Năm 1951 khi lên 10 tuổi bà cùng gia đình di chuyển tới cư ngụ ở thành phố Kassel. Năm 15 tuổi bà gia nhập "Sozialistische Jugend Deutschlands – Die Falken" (Tổ chức thanh thiếu niên Xã hội Đức) . Năm 1960 bà tốt nghiệp bậc trung học. Sau đó bà học khoa sử học ở Đại học Göttingen và xã hội học cùng khoa sư phạm ở Đại học Tự do Berlin. Các giáo viên chính của bà là Eberhard Lammert, Klaus Mollenhauer, Blankertz Herwig, Dieter Claessens và nhà phân tâm học Gerhard Maetze.
Bà trở nên nổi tiếng vào năm 1977 khi biên tập một quyển sách về nguồn lịch sử tự nhiên dùng để giảng dạy trong thế kỷ 18 và 19, mang tên "Schwarze Pädagogik" (khoa sư phạm đen).

## Đời tư
Năm 1971 Rutschky kết hôn với nhà báo Michael Rutschky, họ không có con. Từ năm 1984, bà sống với chồng trong khu  Kreuzberg của Berlin cho tới khi qua đời.

## Giải thưởng
Ngày 30.5.1999, bà được trao Giải Heinrich Mann của Viện Hàn lâm Nghệ thuật Berlin.

## Xuất bản phẩm

### Biên tập
- Schwarze Pädagogik, originally published in 1977.[6]

### Chuyên khảo
- Deutsche Kinder-Chronik: Wunsch- und Schreckensbilder aus vier Jahrhunderten, originally published in 1983.[7]
- Deutsche Schul-Chronik: Lernen und Erziehen in vier Jahrhunderten, originally published in 1991.[8]
- Erregte Aufklärung: Kindesmissbrauch: Fakten & Fiktionen, originally published in 1992.[9]
- Handbuch sexueller Missbrauch, originally published in 1994.[10]
- Emma and her Sisters, originally published in 1999.[11]
- Der Stadthund: von Menschen an der Leine, originally published in 2001.[12]